# Jan Olis

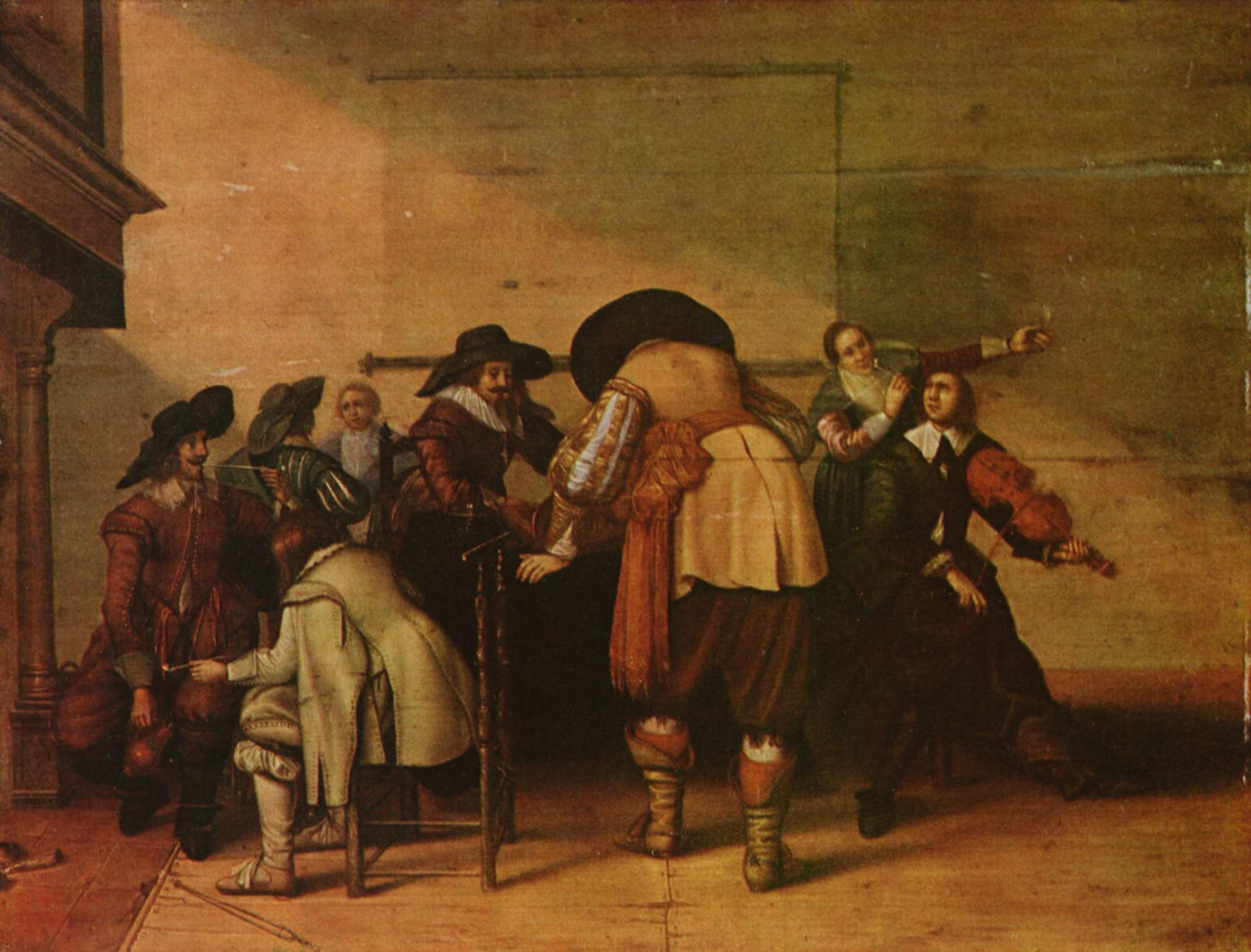
Vrolijk gezelschap. 1644. Boedapest, Szépművészeti Múzeum.

Jan Olis of Olly (Gorinchem, ca. 1610 – Heusden, 6 juni 1676) was een Nederlands schilder en tekenaar behorend tot de Hollandse School.
Zijn eerste werk dateert van 1629. Mogelijk heeft hij in Rome gestudeerd, want een schilderij getiteld Diana en Actaeon, dat zich vroeger in de verzameling Lüdinghausen-Wolff in het huidige Jelgava bevond, zou gesigneerd zijn 'J. Olis roma pinsit Ao. 1631' (J. Olis heeft dit geschilderd in Rome in het jaar 1631). Vanaf 1632 was hij lid van het schildersgilde in Dordrecht. In deze stad trouwde hij in 1637, gaf hij in 1638 en 1641 schilderles en wordt hij in 1638 vermeld als wijnkoper. In 1643 woonde hij in Rotterdam, waarna hij zich omstreeks 1651 in het Noord-Brabantse Heusden vestigde. Hier wordt hij tussen 1654 en 1673 vermeld als schepen, in 1657 als burgemeester en in 1670 als belastinginner.
Van Olis zijn genrestukken, portretten en stillevens bekend.
- Biografisch Portaal: 39809058
- Gemeinsame Normdatei: 130472379
- International Standard Name Identifier: 0000 0000 8283 5570
- RKD-Nederlands Instituut voor Kunstgeschiedenis: 60451
- Union List of Artist Names: 500005824
- Virtual International Authority File: 279915494